# August Broos
August Broos (eigentlich Augustinus Ludovicus Broos; * 9. November 1894 in Schaffen, Diest; † 27. Oktober 1954 in Tessenderlo) war ein belgischer Langstreckenläufer. Er gewann 1919 bei den Interalliierten Spielen Silber im Crosslauf.
Im Marathon wurde er bei den Olympischen Spielen 1920 in Antwerpen Vierter in 2:39:26 h und kam 1924 in Paris auf den 20. Platz in 3:14:03 h. 
1920 und 1922 wurde er Belgischer Meister im Crosslauf.